# لوئیس دو بونالد
لویی گابریل آمبروزی، ویکنته دو بونالد (به فرانسوی: [lwi də bɔnald]؛ زاده ۲ اکتبر ۱۷۵۴ - درگذشت ۲۳ نوامبر ۱۸۴۰) فیلسوف و سیاستمدار و از مخالفان مفهوم انقلاب بود. او عمدتاً به خاطر توسعه یک چارچوب نظری که جامعه‌شناسی فرانسه از آن ظهور کرد، به یاد آورده می‌شود. 

## زندگی

### ایام نخستین زندگی و تحصیلات
لوپیس دوبونالد از یک خانواده اشرافی باستانی پرووانس بود. دوبونالد در کاخ لو مونا، ملک کوچکی که به عنوان محل سکونت خانواده استفاده می‌شد، متولد شد. او تنها پسر خانواده‌اش، وارث املاک خانوادگی بود. لو مونا در شرق شهر بازاری میلائو، مشرف به رودخانه دوربی واقع شده است. پدرش، آنتوان سباستین دو بونالد، هنگامی که لویس چهار ساله بود، درگذشت و لوئیس توسط مادر پرهیزگارش، آنه نی دو بویر دو بوسک دو پری، بزرگ شد. آنه مانند بسیاری از اشراف استانی آن زمان، تحت تأثیر یانسن‌گراها قرار گرفت و پسرش را با تقوای سختگیرانه کاتولیکی تربیت کرد. دو بونالد تا یازده سالگی در لو مونا تحت آموزش معلم خصوصی بود، سپس به مدرسه شبانه‌روزی در پاریس فرستاده شد. وی در پانزده سالگی به دستور مادرش به کالج اوراتوریان جولی نقل مکان کرد. مدرسه اوراتوریان به خاطر سخت‌گیری‌شان شناخته می‌شدند و دوبونالد را در آثار کلاسیک، و همچنین در ریاضیات، فلسفه و به ویژه تاریخ، آموزش می‌دادند. مدیر مدرسه، پدر ماندار، دوست فیلسوف سوئیسی ژان ژاک روسو بود و دوبونالد به احتمال زیاد از همان ابتدا با نوشته‌های فیلسوفان آشنا بود.
او در سال ۱۷۷۲ کالج جولی را ترک کرد و سال بعد به تفنگداران ارتش فرانسه پیوست. واحد او قبل از انحلال در سال ۱۷۷۶ به شاه لویی پانزدهم در ورسای وابسته بود. پس از ترک ارتش، دو بونالد به املاک خود در منطقه زادگاهش روئرگ بازگشت. او زندگی یک نجیب‌زاده روستایی را در پیش گرفت و به رشد املاک خود و افزایش بهره‌وری آنها تا حد امکان علاقه نشان داد. او با دختر یک اشراف‌زاده روستایی، الیزابت-مارگریت دو گیبال دو کامبسکیور، ازدواج کرد و این دو صاحب هفت فرزند شدند که چهار نفر از آنها پس از دوران کودکی زنده ماندند. یکی از پسران آنها، لویی ژاک موریس دو بونالد، بعدها به مقام کاردینال-اسقف اعظم لیون رسید. پسر دیگرش، ویکتور، بعدها به نویسندگی روی آورد و زندگینامه پدرش را نوشت.

## پیوند های مرتبط
- عصر روشنگری

- انقلاب فرانسه